# Julius H. Comroe
Julius Hiram Comroe (* 13. März 1911 in York (Pennsylvania); † 31. Juli 1984 in Hillsborough (Kalifornien)) war ein US-amerikanischer Physiologe. Er ist für seine Arbeiten zur Physiologie und Pathophysiologie des Herzens und vor allem der Lunge bekannt.

## Leben und Wirken
Julius Comroe war der Sohn eines Arztes. Er schloss sein Studium der Medizin an der University of Pennsylvania 1934 ab. Forschungsaufenthalte führten ihn 1938 nach Zürich und 1939 an das National Institute for Medical Research in London. Anschließend erhielt er einen Lehrauftrag an der University of Pennsylvania, wo er 1946 eine Professur für Physiologie und Pharmakologie erhielt. Hier machte er sich um multidisziplinäre Forschung und Lehre verdient.
1958 wurde Comroe Gründungsdirektor des Cardiovascular Research Institute (CVRI, Institut für Herz-Kreislauf-Forschung) an der University of California in San Francisco (UCSF). An der UCSF führte er die Fächer Mathematik, Statistik, Physik und Biophysik in das Medizinstudium und wöchentliche Konferenzen zur Herz-Kreislauf-Physiologie ein. 1973 trat er als Direktor des Instituts zurück, um sich ausschließlich der eigenen Forschung zu widmen.
Comroe war Gründungsmitglied des Institute of Medicine (der späteren National Academy of Medicine). Er war Mitherausgeber von Circulation Research und von Annual Review of Physiology. 1976 erhielt er die Jessie Stevenson Kovalenko Medal der National Academy of Sciences für „seine unschätzbaren Beiträge zur Diagnose und Behandlung von Erkrankungen des Menschen während seiner Karriere, die er der Physiologie und Chemie der Atmung und den chemischen und mechanischen Eigenschaften der Lunge des Menschen widmete“ (For his immeasurable contribution to the diagnosis and treatment of human disease during his career, which was devoted to the physiology and chemistry of respiration and the mechanical and chemical properties of the human lung).

## Auszeichnungen (Auswahl)
- 1961 Mitglied der National Academy of Sciences[1]
- 1964 Mitglied der American Academy of Arts and Sciences[2]
- 1968 Ehrendoktorat des Karolinska-Instituts
- 1968 Ehrendoktorat der University of Chicago
- 1976 Jessie Stevenson Kovalenko Medal[3]

## Schriften
- The Lung: Clinical Physiology and Pulmonary Function Tests
  - Deutsche Übersetzung (mit Heinrich Anton Gerlach): Die Lunge: Klinische Physiologie und Lungenfunktionsprüfungen, Stuttgart 1964
- Physiology of Respiration
  - Deutsche Übersetzung: Physiologie der Atmung, Stuttgart 1968